# Мочи (шайеннка)
Мочи («Телёнок, Бизончик», 1841—1881) — индианка из племени южных шайеннов, жена вождя Целебная Вода и единственная индейская женщина, взятая в плен армией США как военнопленная.
В 1864 году в возрасте 24 лет она находилась в лагере мирных индейцев вождя Чёрный Котёл, поставленном в месте, указанном властями США на ручье Сэнд-Крик. 29 ноября 1864 года три кавалерийских полка США под командованием Джона Чивингтона атаковали лагерь, из которого большинство мужчин ушло на охоту и устроили резню, известную как бойня на Сэнд-Крик.
В ходе неспровоцированной атаки американский солдат ворвался в типи Мочи и на её глазах выстрелом в лоб убил её мать. Потом, по словам Мочи, солдат попытался её изнасиловать, но она убила его из ружья своего деда. После чего ей удалось бежать из лагеря. После этой бойни она стала воином и в течение 11 лет рядом со своим мужем принимала участие во множестве битв и индейских рейдов.

## Резня у Одинокого Дерева
24 августа 1874 года в Канзасе Мочи, Целебная Вода и другие воины племени участвовали в резне исследовательской партии капитана Оливера Фрэнсиса Шорта, который во время гражданской войны воевал за северян. Шорт, его 14-летний сын и ещё четверо участников партии были убиты. Трое из них скальпированы.

## Резня семьи Герман
10 сентября 1874 года в Канзасе вождь Целебная Вода со своими воинами, включая Мочи, атаковали семью Джона Германа, которая разбивала лагерь у дороги.
Герман, его жена Лидия, сын Стефан и дочери Ребекка, Джейн и Джоанна были убиты и скальпированы. Мочи убила Лидию ударом томагавка в голову. Индейцы ограбили лагерь, подожгли фургон и взяли в плен четырёх младших дочерей — Катрину, Софью, Джулию и Адди в возрасте от 5 до 17 лет. Две девушки были проданы другому племени, но впоследствии все они были освобождены в ходе постепенной капитуляции индейцев.

## Форт Марион
Мочи и её муж Целебная Вода были среди 35 шайеннов, которых американцы решили интернировать на востоке. Кроме 35 шайеннов на восток отправили 27 индейцев кайова, 11 команчей и 1 каддо. Двое шайеннов умерли по дороге. Вождю Седая Борода помешали совершить самоубийство, только для того, чтобы застрелить при попытке бегства.
Индейцев перевезли на поезде во Флориду и заключили в старый испанский форт Кастильо де Сан Маркос, переименованный американцами в форт Марион .
Мочи и остальные индейцы оставались в плену до 1878 года. После освобождения она вернулась в Оклахому, где и умерла в 1881 году.